# Brachystegia spiciformis
Brachystegia spiciformis es un árbol africano de tamaño mediano con hojas compuestas y racimos de pequeñas flores verdes fragantes que pertenece a la familia Fabaceae. 

## Descripción
El árbol es amplio y tiene un color ámbar y color vino característico del color rojo cuando las hojas jóvenes brotan en primavera (agosto-septiembre). Crece en la sabana, tanto en los bosques abiertos o en el bosque cerrado de África meridional y oriental, principalmente en Tanzania, Zambia, Zimbabue, Malawi y Mozambique. Una población periférica de Brachystegia se ha descubierto recientemente en las montañas Soutpansberg del norte de Sudáfrica. Este árbol es una especie protegida en Sudáfrica.

## Distribución y hábitat
Es un árbol tropical l y crece mejor en bosques abiertos, donde hay una clara distinción entre las estaciones húmedas y secas. El extremo norte de su área de distribución se encuentra cerca de Tabora, en Tanzania (unos 5 ° S) y su extensión más al sur se encuentra cerca Quissico en la costa de Mozambique, a las afueras de las zonas tropicales (aproximadamente 25° S). Brachystegia spiciformis necesita un mínimo de alrededor de 500 mm de lluvia, aunque la cantidad de lluvia en la estación de crecimiento del verano es más importante que la precipitación anual. Se necesita de una temperatura media anual de alrededor de 19 a 20 °C. No prospera bajo una combinación de condiciones de frío y humedad y al igual que muchas plantas tropicales, requiere un período seco caliente antes del inicio de la temporada de crecimiento. 

## Características
El árbol alcanza una altura de unos 16 metros, aunque es menos alto en más zonas propensas a la sequía. En el centro y el este de Zambia y Angola, magníficos ejemplares de unos 18-19 metros son comunes debido a la fiabilidad de las fuertes lluvias durante la estación de crecimiento. Le favorece una altitud de alrededor de 1000-1400 metros (debido a la fuerte diferencia entre las temperaturas diurnas y las nocturnas) aunque crece hasta el nivel del mar en su extremo sur. El árbol presenta una serie de cambios de acuerdo a las estaciones. Empieza a perder sus hojas cuando la temporada de frío comienza a finales de mayo (algo lentamente) y para principios de agosto está desnuda o casi. A finales de agosto ya que las temperaturas se elevan de nuevo, se producen las hojas nuevas. Estos son a menudo de color rojo brillante, pero puede variar a casi púrpura o marrón en diferentes individuos. El color cambia a verde profundo durante un período de 10-20 días. Las flores insignificantes aparecen después de las nuevas hojas y éstas son seguidas por las vainas dehiscentes (alrededor de 12-15 cm de longitud) en abril. Al igual que con muchas especies de leguminosas las vainas se explosionan y las semillas planas (alrededor de 2 cm de diámetro) son arrojadas a cierta distancia del árbol madre. 

## Ecología
Brachystegia spiciformis es ecológicamente dominante en amplias zonas de África central donde se recibe suficiente lluvia de verano. En muchas partes de Zimbabue, Zambia y Malawi, es el árbol del arbolado dominante y su follaje colorido en primavera es un sorprendente marcador estacional. Puede soportar heladas ligeras, siempre y cuando las lluvias escasas durante la temporada de frío, como en la meseta de Mashonaland, donde a menudo es co-dominante con el (Julbernardia globiflora). Más al norte, es menos dominante, pero alcanza su mayor tamaño. Tiene en difusión ramas pesadas y una corona bien formada y los ejemplares maduros se valoran en parques y jardines. Sin embargo, crece muy lentamente y por lo tanto rara vez crece en el cultivo. 

## Usos
La madera es de color marrón pálido y pesada, pero no es duradera y no es útil para hacer la mayoría de artículos o muebles. Sin embargo, el árbol es ampliamente utilizado para el combustible, tanto como carbón y leña. Es a menudo muy ramificado y en partes del sur de Tanzania, la madera dura es muy buscada. También se utiliza para la confección de colmenas, y a veces para los barcos y construcción general. Se considera que es una madera de propósito general para lugares inferiores.
Medicinales
En el sur de Tanzania B. spiciformis tiene varias aplicaciones médicas, incluyendo el uso de las raíces para tratar problemas de la disentería y el estómago. Es un árbol de sombra importante. Las hojas son conocidos por ser un buen forraje y probablemente proporcionar un buen abono. La especie permite la fijación de nitrógeno.

## Taxonomía
Brachystegia spiciformis fue descrita por George Bentham y publicado en Transactions of the Linnean Society of London 25: 312. 1866.
Variedades
- Brachystegia spiciformis var. latifoliolata (De Wild.) Hoyle
- Brachystegia spiciformis var. mpalensis (Micheli) Hoyle

Sinonimia
- Brachystegia mpalensis Micheli[3]